# 源頼房
源 頼房（みなもと の よりふさ）は、平安時代中期の武将。大和守・源頼親の次男。官位は従五位下・加賀守。荒加賀と呼ばれた。

## 略歴
加賀守任期後の永承4年（1049年）12月、長らく対立関係にあった興福寺の大衆が国司である父・頼親の邸宅に攻め寄せ、頼房がこれに矢で応戦して多数の僧を殺害したことから、激昂した興福寺の訴えにより翌年（1050年）正月、頼親は土佐国に、頼房は隠岐国に配流されることとなった（『扶桑略記』）。
康平5年（1063年）12月、赦免されて、本位に復する。しかし承保3年（1076年）、再び興福寺の訴えにより肥前国へ配流となり、同地において間もなく没したという。

## 系譜
- 父：源頼親
- 母：不詳
- 妻：藤原嬉子（後冷泉天皇生母）女房[2]
  - 男子：源頼俊
- 生母不明の子女
  - 男子：源親宗
  - 男子：源為房
  - 女子：清仁親王妃